# Grigol Dolidze
Grigol Dolidze (in georgiano გრიგოლ დოლიძე?; Lanchkhuti, 25 ottobre 1982) è un ex calciatore georgiano, di ruolo centrocampista.

## Carriera

### Club
Ha giocato nella prima divisione georgiana ed in quella azera.

### Nazionale
Nel 2007 ha giocato una partita con la nazionale georgiana.

## Palmarès

### Club

#### Competizioni nazionali
- Campionato georgiano: 3

Sioni Bolnisi: 2005-2006
Olimpi Rustavi: 2009-2010
Torpedo Kutaisi: 2017
- Coppa di Georgia: 2

Ameri Tbilisi: 2006-2007
Torpedo Kutaisi: 2016, 2018
- Supercoppa di Georgia: 3

Ameri Tbilisi: 2006, 2007
Torpedo Kutaisi: 2018
- Erovnuli Liga 2: 1

Guria Lanchkhuti: 2000-2001